# Tom Manders
Antoon (Tom) Manders (La Haia, 24 d'octubre de 1921 - Utrecht, 26 de febrer de 1972) va ser un artista, comediant i actor de cabaret neerlandès, conegut pel nom artístic Dorus.

## Biografia
Tot i que el seu naixement es va registrar oficialment el 24 d'octubre, va néixer el 23. El seu pare el va registrar un dia després perquè, com que havia nascut el diumenge, no el podia inscriure un dia festiu.
Ja de ben jove es va fer evident el seu talent per al dibuix. Va assistir a la Reial Acadèmia de Belles Arts de la Haia durant 3 anys i fou actiu, entre altres coses, com a pintor d'anuncis i dissenyador de pòsters. Més tard també va dissenyar decoracions per a teatre i cabaret, regularment per Lou Bandy, Wim Kan i el Teatre Reial Carré a Amsterdam.
Durant la Segona Guerra Mundial, Manders va haver de treballar a Alemanya, però després de mig any va fugir del seu treball com a pintor. Gràcies a Wim Kan, Manders va tenir la idea de començar a fer el cabaret, com el seu germà gran Kees.
A partir del 1953, Manders va participar en el disseny de la cafeteria Carel Kamlag a Saint-Germain-des-Prés al Rembrandtplein d'Amsterdam. Manders va actuar allí mateix com s vagabund, paper que més tard faria famós com a Dorus. Quan VARA li va oferir l'oportunitat d'sctuar a la televisió, el cafè va ser copiat a l'estudi i va iniciar un espectacle reeixit que s'emetria durant alguns anys.
Entre 1956 i 1962, Manders va treballar juntament amb l'organista Cor Steyn per al programa De Showboat. Junts van crear cançons com Twee motten (dues arnes), Als ik wist dat je zou komen (si hagués sabut que hi aniríeu) i Bij de marine (a la marina).
Manders va tenir problemes financers quan va intentar produir pel·lícules de Dorus. El 1967 va guanyar el premi Zilveren Roos i va iniciar un nou programa, Bij Dorus op schoot. En una escena especialment famosa a partir del 18 de novembre, una jove intenta cantar la famosa cançó holandesa de nens Poessie Mauw, de la qual només repetia el títol eternament.
També el 1967, l'antic negoci de productes químics a Mauritsstraat 65 a Rotterdam es va convertir en Cabaret Dorus. Això només va durar fins a 1970 i amb el tancament de Cabaret Dorus va acabar també el programa Bij Dorus op schoot. Des del 1985, hi ha un bloc de cases al mateix lloc anomenat Tom Mandershof.
El 1971, Dorus va fer una aparició més a la televisió, en la qual va espantar als visitants de Madame Tussauds fent-se passar per una estàtua de cera. El mateix any, va tenir un altre èxit musical amb In de hemel, geen bier (no hi ha cervesa al cel).
Al febrer de 1972, Manders va tenir un accident de cotxe. A l'hospital se li va diagnosticar càncer. Tres setmanes més tard va morir a causa d'un atac de cor.

## Musical
En 2009/2010 Albert Verlinde va produir un musical sobre la vida de Tom Manders amb el títol Dorus, the musical. Karel de Rooij i Peter de Jong, més coneguts com a Mini & Maxi, van fer els papers principals. L'espectacle fou escrit per Lars Boom i Dick van den Heuvel i dirigit per Peter de Baan.

## Discografia
- 40 Minuten Tom Manders als Dorus; Decca - LQ 60402 - 1957 - mini-LP
- Dorus alias Tom Manders zingt acht van zijn beste liedjes; Decca - LQ 60404 - 1958 - mini-LP
- Een uur met Dorus; Philips - P 12958 L - 1965 - LP
- De beste van Dorus; Decca - 625 375 QL - 1966 - LP
- Bij Dorus op schoot; Philips - QY 826 479 - 1968 - LP
- Bij Dorus op visite - Veertien oude en nieuwe successen van een muzikale zwerver; Philips - XPY 855 085 - 1968 - LP
- Hoogtepunten uit Tom Manders' Dorus-show; Westside - EM 241024 - 1970 - LP
- Geef me de ruimte! - Een elpee vol met nieuwe liedjes van Dorus; Esso - 30 649 Y - 1970 - LP
- Er zit een vogelnestje in m'n kop - 12 Nieuwe liedjes van Dorus; Erdal - 6802 755 - 1971 - LP
- De grote successen van Dorus; Spectrum - 6416 013 - 1972 - LP
- Dorus; Varagram - 0014 - 1972 - LP
- De beste van Dorus; Philips - 6440 108 - 1973 - LP
- 16 Dorus hits (16 hits van Dorus); Philips - 6343 240 - 1974 - LP
- Tom Manders als Dorus - Rood met een goud randje 2; Varagram - ET 43 - 1975 - LP
- Een dozijn successen van Dorus (bij Dorus op schoot); Philips - 6440 953 - 1976 - LP
- De 30 grootste successen van Dorus; Philips - 6678 301 - 1977 - 2LP
- De onvergetelijke Dorus; WEA - WEAN 58 054 - 1977 - LP
- De beste plaat van Dorus; Philips - 9279 353 - 1979 - LP
- 12 successen van Dorus; Philips - 6440 814 - 1980 - LP
- Speel de clown; Philips - 6375 351 - 1981 - 2LP
- Liedjes van een vriend; K-tel - KTCD 231-2 - 1986 - CD
- 16 Dorus successen; Philips - 834 386 2 - 1988 - CD
- Twee motten - 48 all time favourites; Hunter Music - HM 1297 2 - 2001 - 2CD
- De keuze van Annie de Reuver; Weton Wesgram - NN 016 - 2009 - CD
- Mooi was die tijd; Disky - HSI 905957 - 2009 - CD